# Ulrich Leykam
Ulrich Leykam (* 12. September 1948 in Truppach) ist ein deutscher Kirchenmusiker.

## Leben und Wirken
Leykam studierte evangelische Kirchenmusik bei Viktor Lukas und Almut Rößler in Bayreuth und Düsseldorf. 1980 legte er sein Konzertexamen für Orgel ab. Seit 1974 war er Kirchenmusiker der Evangelischen Oster-Kirchengemeinde (bis zur Fusion 2008 Melanchthon-Gemeinde) in Düsseldorf. Im Oktober 2013 wurde er im Gottesdienst mit Mozarts Spatzenmesse in den Ruhestand verabschiedet. Ein besonderer Akzent seiner Arbeit war das Glockenspiel der Melanchthonkirche.
Darüber hinaus war Leykam als Cembalist Mitglied des 1998 in Düsseldorf gegründeten Melanchthon-Ensembles.

## Veröffentlichungen
- Liebster Jesu, wir sind hier (Strube)

## Tondokumente
- Die Karl-Schuke-Orgel der Melanchthonkirche Düsseldorf. Mit Hans-Rudolf Kruse (Sprecher). CD, Studio Nominal, Düsseldorf, 1994.
- Englischhorn und Orgel. Manfred Hoth und Ulrich Leykam. CD, Studio Nominal, Düsseldorf, 1994.
- Concertino. Melanchthon-Ensemble. CD, Studio Nominal, Düsseldorf.
- Kammermusik des Barock. Melanchthon-Ensemble. CD, Studio Nominal, Düsseldorf, 2001.
- Siegfried Wagner: Sonnenflammen. The Bayreuth Digital Orchestra, Munich Pianopianissimo Musiktheater Ensemble. Leitung Ulrich Leykam. DVD, Marco Polo, 2020.